# Handleyomys fuscatus
Handleyomys fuscatus (tidigare Aepeomys fuscatus) är en däggdjursart som beskrevs av J. A. Allen 1912. Handleyomys fuscatus ingår i släktet Handleyomys och familjen hamsterartade gnagare. Inga underarter finns listade i Catalogue of Life.
Denna gnagare förekommer i bergstrakter i nordvästra Colombia. Den vistas i regioner som ligger 1700 till 2580 meter över havet. Habitatet utgörs av skogar och dessutom besöks jordbruksmark.